# Maxil·la
La maxil·la designa :
- una de les peces o apèndixs bucals d'alguns insectes artròpodes, que forma una parella o dues, la qual serveix per a manipular l’aliment.

- una peça superior de l’aparell bucal que en els vertebrats mandibulats constituïda per diferents ossos, com per exemple la mandíbula inferior d'un ocell, part superior del bec, i recoberta de rinoteca (epidermi de la mandíbula).